# European Tour 1970 (The Rolling Stones)
European Tour 1970 bylo koncertní turné britské rockové skupiny The Rolling Stones, které sloužilo jako pokračování amerického turné z roku 1969. Jednalo se o první turné po Evropě od roku 1967. Některé koncerty byly také doprovázeny potyčky mezi fanoušky a policisty. Turné bylo zahájeno koncertem v Malmö ve Švédsku a bylo zakončeno koncertem v Amsterdamu v Nizozemsku.

## Setlist
Toto je nejčastější hraný seznam skladeb.
Autory všech skladeb jsou Jagger/Richards pokud není uvedeno jinak.
1. Jumpin' Jack Flash
2. Roll Over Beethoven (Berry)
3. Sympathy for the Devil
4. Stray Cat Blues
5. Love in Vain (Johnson)
6. Prodigal Son (Wilkins)
7. Dead Flowers
8. Midnight Rambler
9. Live With Me
10. Let It Rock (Berry)
11. Little Queenie (Berry)
12. Brown Sugar
13. Honky Tonk Women
14. Street Fighting Man

## Sestava
The Rolling Stones
- Mick Jagger - (zpěv, harmonika)
- Keith Richards - (kytara)
- Mick Taylor - (kytara)
- Bill Wyman - (baskytara)
- Charlie Watts - (bicí)

Doprovodní členové
- Ian Stewart - (piáno)
- Bobby Keys - (saxofon)
- Jim Price - (trubka)

## Turné v datech
| Datum          | Město                | Stát       | Místo                                          |
| -------------- | -------------------- | ---------- | ---------------------------------------------- |
| 30. srpna 1970 | Malmö                | Švédsko    | Baltiska Hallen                                |
| 2. září 1970   | Helsinky             | Finsko     | Olympiastadion                                 |
| 4. září 1970   | Stockholm            | Švédsko    | Råsunda Stadium                                |
| 6. září 1970   | Göteborg             | Švédsko    | Liseberg                                       |
| 9. září 1970   | Aarhus               | Dánsko     | Vejlby-Risskov Hallen                          |
| 11. září 1970  | Kodaň                | Dánsko     | Forum                                          |
| 12. září 1970  | Kodaň                | Dánsko     | Forum                                          |
| 14. září 1970  | Hamburk              | Německo    | Ernst-Merck-Halle                              |
| 16. září 1970  | Berlín               | Německo    | Deutschlandhalle                               |
| 18. září 1970  | Kolín nad Rýnem      | Německo    | Sporthalle                                     |
| 20. září 1970  | Stuttgart            | Německo    | Killesberg                                     |
| 22. září 1970  | Paříž                | Francie    | Palais des Sports                              |
| 23. září 1970  | Paříž                | Francie    | Palais des Sports                              |
| 24. září 1970  | Paříž                | Francie    | Palais des Sports                              |
| 26. září 1970  | Vídeň                | Rakousko   | Stadthalle                                     |
| 29. září 1970  | Řím                  | Itálie     | Palazzo Dello Sport                            |
| 1. října 1970  | Milán                | Itálie     | Palalido Palazzo Dello Sport                   |
| 3. října 1970  | Lyon                 | Francie    | Palais des Sports de Gerland                   |
| 5. října 1970  | Frankfurt na Mohanem | Německo    | Festhalle                                      |
| 6. října 1970  | Frankfurt na Mohanem | Německo    | Festhalle                                      |
| 7. října 1970  | Essen                | Německo    | Grugahalle                                     |
| 9. října 1970  | Amsterdam            | Nizozemsko | Amsterdam RAI Exhibition and Convention Centre |